# بياض (تمر)
بياض نوع من أنواع التمور في منطقة نجران بالمملكة العربية السعودية، ويعتبر من أهم منتجات مزارع النخيل المنتشرة على وادي نجران، تستمر جودته لفترة طويلة تصل إلى سنتين دون الحاجة لحفظه في أماكن تخزين معينة أو درجة حرارة محددة، كما يباع في أسواق التمور بسعر مرتفع نظرًا لقلة إنتاجه حيث يبلغ سعر الكرتون من 450 - 2000 ريال سعودي.

## نسبة السكريات
| النوع                 | النسبة |
| --------------------- | ------ |
| فركتوز                | %24.73 |
| جلوكوز                | %28.10 |
| سكروز                 | %0.19  |
| مجموع السكريات 53.02% |        |